# توني باريل
توني باريل (بالإنجليزية: Tony Barrell)‏ هو منتج راديو ‏ وصحفي بريطاني وأسترالي، ولد في 7 مايو 1940 في تشيشير في المملكة المتحدة، وتوفي في 31 مارس 2011 في سيدني في أستراليا.

## وصلات خارجية
- توني باريل على موقع IMDb (الإنجليزية)